# A Good Joke
Pour les articles homonymes, voir Joke.
A Good Joke est un film américain muet et en noir et blanc réalisé par George Albert Smith et sorti en 1899.

## Distribution
- Tom Green
- Mr. Hunter